# Dombrunnen (Merseburg)

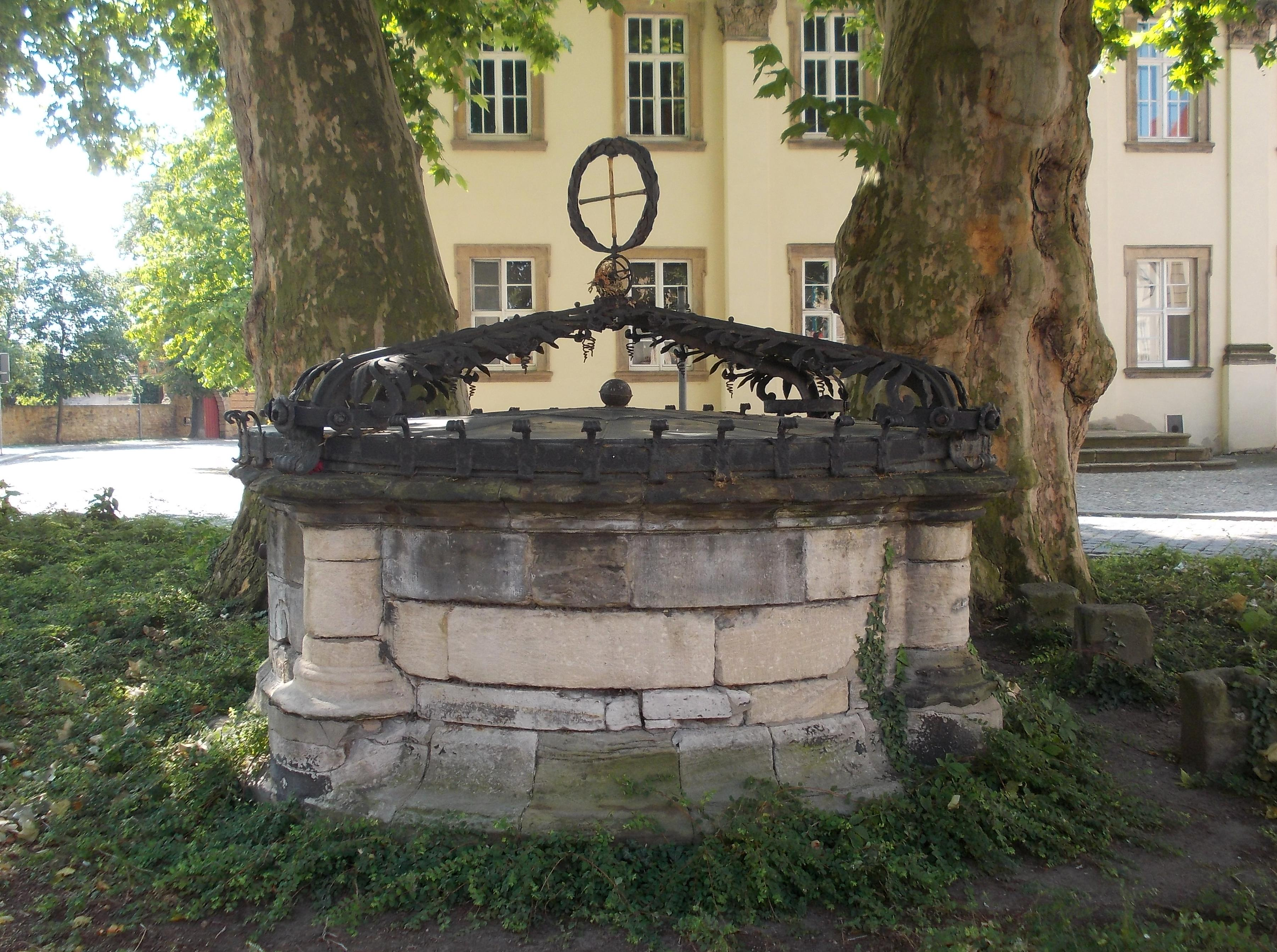
Dombrunnen, 2015

Der Dombrunnen ist ein denkmalgeschützter Brunnen in der Stadt Merseburg in Sachsen-Anhalt.

## Lage
Der Brunnen befindet sich südwestlich des Merseburger Doms auf der Südseite des Domplatzes. Er ist von zwei großen Platanen umstanden. Südlich des Brunnens steht das gleichfalls denkmalgeschützte Gebäude In acie ambitus.

## Architektur und Geschichte
Errichtet wurde der Brunnen im Jahr 1515 und ist damit die älteste noch erhaltene Brunnenanlage Merseburgs. Er besteht aus einem schlichten Becken aus Sandstein. Seine steinernen Brüstungen sind jeweils durch niedrige Halbsäulen voneinander getrennt. Nach oben wird der Brunnen von einer schmiedeeisernen Bügelkrone abgeschlossen. Dieser Abschluss wurde im Jahr 1933, anlässlich der 1000-Jahr-Feier Merseburgs, am 21. Juni aufgebracht.
Der Dombrunnen diente der Wasserversorgung. Noch bis 1883 holten die Schüler des benachbarten Domgymnasiums hier in 20-Liter-Krügen das Trinkwasser für die Schule. Auch heute führt der Brunnen Wasser; der Wasserstand beträgt etwa zwei Meter.
Im örtlichen Denkmalverzeichnis ist der Brunnen unter der Erfassungsnummer 094 20134 als Baudenkmal verzeichnet.